# Столкновение пассажирских поездов в Пакистане
Столкновение двух пассажирских поездов в районе города Гхотки в провинции Синд (Пакистан) произошло утром 7 июня 2021 года. Погибли 65 человек, около 150 пострадали.

## Версии
Как сообщают местные власти, поезд из Карачи сошел с рельсов и оказался на другом пути. Через какое-то время другой состав, который двигался из Равалпинди, столкнулся с ним. Машинист пытался избежать столкновения, но ему не удалось вовремя остановить поезд. По словам очевидцев, многие из пассажиров в момент аварии спали. От сильного удара перевернулось 14 вагонов, и несколько из них были полностью разрушены.